# Кольцо дискретного нормирования
Кольцо дискретного нормирования — это кольцо, которое можно получить в результате дискретного нормирования некоторого поля выбором подмножества элементов с неотрицательной нормой. Такое кольцо можно определить множеством эквивалентных способов.
Кольцо дискретного нормирования — это целостное кольцо R, удовлетворяющее одному из следующих (эквивалентных) условий:
1) R — локальная область главных идеалов, не являющаяся полем.
2) R — локальное дедекиндово кольцо, не являющееся полем.
3) R — нётерово локальное кольцо, размерность Крулля которого равна единице, а единственный максимальный идеал — главный.
4) R — целозамкнутое одномерное нётерово локальное кольцо.
5) R — область главных идеалов с единственным ненулевым простым идеалом.
6) R — факториальное кольцо с единственным неразложимым элементом (с точностью до взятия ассоциированных).
7) Существует дискретное нормирование поля частных кольца R, такое что R совпадает со множеством элементов с неотрицательной нормой.

## Примеры
- Обозначим {\displaystyle \mathbb {Z} _{(2)}=\{p/q\;|\;p,q\in \mathbb {Z} ,q\not \vdots \;2\}.} Поле частных этого кольца — всё {\displaystyle \mathbb {Q} .} Разложим числитель и знаменатель произвольного рационального {\displaystyle r} на простые и представим его в виде {\displaystyle 2^{k}p/q} с нечётными {\displaystyle p,q}, положим {\displaystyle v(r)=k.} Тогда {\displaystyle \mathbb {Z} _{(2)}} — кольцо дискретного нормирования, соответствующее {\displaystyle v}. Заметим, что {\displaystyle \mathbb {Z} _{(2)}} — локализация дедекиндова кольца {\displaystyle \mathbb {Z} } по простому идеалу {\displaystyle (2)}. Оказывается, что локализация любого дедекиндова кольца по ненулевому простому идеалу — кольцо дискретного нормирования.
- В качестве более геометричного примера возьмём кольцо рациональных функций, знаменатель которых не равен нулю в нуле, то есть функций, которые определены в некоторой окрестности нуля. Такие функции образуют кольцо дискретного нормирования, единственный неприводимый элемент — функция {\displaystyle x} (с точностью до взятия ассоциированных), а соответствующее нормирование рациональных функций — порядок нуля (возможно, нулевой или отрицательный) этой функции в нуле. Этот пример является стандартным для изучения алгебраической кривой в неособой точке; в данном случае, алгебраическая кривая — вещественная ось.
- Другой важный пример — кольцо формальных степенных рядов; здесь неприводимый элемент — ряд {\displaystyle x}, а нормирование — степень первого ненулевого коэффициента. Если ограничиться вещественными или комплексными коэффициентами, можно рассмотреть ряды, сходящиеся в некоторой окрестности нуля — это по-прежнему кольцо дискретного нормирования.
- Кольцо p-адических чисел {\displaystyle \mathbb {Z} _{p}}.

## Топология
Любое кольцо дискретного нормирования естественным образом является топологическим кольцом, расстояние между элементами x и y задаётся следующим образом:
{\displaystyle |x-y|=2^{-\nu (x-y)}}
(вместо 2 можно взять любое действительное число >1). Интуитивно, элемент мал (близок к нулю), если его норма велика.
Кольцо дискретного нормирования компактно тогда и только тогда, когда оно полно и поле вычетов R/m (m — максимальный идеал) конечно.